# Showbiz (The Battle)
Singles de M. Pokora
Elle me contrôle
(2005)
Pistes de M. Pokora
Saga 05 - Intro Elle me contrôle
Showbiz (The Battle) est le premier single de la carrière solo du chanteur français M. Pokora sortie le 15 novembre 2004 sous le label ULM records d'Universal. Ce premier extrait est écrit et composé par Georges Padey, Kore & Skalp, M. Pokora, Da Team et produite par Kore & Skalp.

## Classement par pays
| Classement (2004-2005)                  | Meilleure position |
| --------------------------------------- | ------------------ |
| Belgique (Wallonie Ultratop 50 Singles) | 12                 |
| France (SNEP)                           | 10                 |
| Suisse (Schweizer Hitparade)            | 19                 |